# Da Boom Crew
Da Boom Crew (Equipo da Boom en Latinoamérica) es una serie animada, producida en Canadá y EUA para Kids' WB desde 2004 hasta 2005. La serie fue cancelada en 2004, en EUA–Canadá, por considerarse de muy poco éxito y preferencia por el público, teniendo solo 13 episodios en 1 cortas temporada. En Latinoamérica, la serie era emitida por Jetix desde 2005 hasta 2006.

## Argumento
La serie cuenta la historia de cuarto huérfanos creada un videojuego sobre héroes luchando extraterrestres. Extrañamente, un portal aparece y los lleva a una dimensión que es muy similar a su juego.

## Doblaje/Reparto
| Personaje | Actor original    | Actor de doblaje |
| --------- | ----------------- | ---------------- |
| Justin    | Jordan Francis    | Hernán Bravo     |
| Nate      | Jascha Washington | Javier Naldjián  |
| Jubei     | Mitchell Eisner   | Ariel Cister     |
| Ricki     | Melanie Tonello   | ¿?               |
| Zorch     | Morris Day        | Sebastián Costa  |
| Jerome    | Jerome Benton     | ¿?               |
| Namdra    | Tony Rosato       | Gustavo Bonfigli |